# Каролина Матильда Шлезвиг-Гольштейн-Зондербург-Августенбургская
Каролина Матильда Шлезвиг-Гольштейн-Зондербург-Августенбургская (25 января 1860 — 20 февраля 1932) — вторая дочь принца Фридриха VIII Шлезвиг-Гольштейнского и принцессы Адельгейды Гогенлоэ-Лангенбургской.

## Жизнь
Старшая сестра Каролины Матильды, Августа Виктория, была императрицей Германской империи и королевой Пруссии как жена императора Вильгельма II. Каролина Матильда была герцогиней Шлезвиг-Гольштейн-Зондербург-Глюксбургской, а позднее герцогиней Шлезвиг-Гольштейнской в качестве жены Фридриха Фердинанда. Бабушка Каролины по материнской линии, принцесса Феодора Лейнингенская, была единоутробной сестрой королевы Виктории.
19 марта 1885 года в Пшемкуве Каролина Матильда вышла замуж за Фридриха Фердинанда, старшего сына принца Фридриха Шлезвиг-Гольштейн-Зондербург-Глюксбургского и принцессы Аделаиды Шаумбург-Липпской. Он также был племянником короля Дании Кристиана IX.
После свержения династии Гогенцоллернов в конце Первой мировой войны, Каролина Матильда и её семья жили уединённой жизнью, редко покидая замок Грюнхольц.
Каролина Матильда умерла в своём замке 20 февраля 1932 года в возрасте 72-х лет. За несколько лет до этого у неё случился приступ сердечной недостаточности, и она так полностью и не выздоровела. Из всей семьи только муж был с ней, когда она умирала.

## Дети
У Каролины Матильды было шестеро детей:
- Виктория Аделаида (1885—1970) — супруга герцога Саксен-Кобург-Готского Карла Эдуарда, имела с ним пятеро детей;
- Александра Виктория (1887—1957) — супруга принца Пруссии Августа Вильгельма, имела с ним единственного сына;
- Елена Аделаида (1888—1962) — супруга принца Дании Харальда, имела с ним пятеро детей;
- Адельгейда (1889—1964) — супруга князя Сольмс-Барутского Фридриха, имели пятеро детей;
- Вильгельм Фридрих (1891—1965) — титулярный герцог Шлезвиг-Гольштейнский в 1934—1965 годах, был женат на Марии Мелите Гогенлоэ-Лангенбургской, имел с ней четверо детей;
- Каролина Матильда (1894—1972) — супруга графа Сольмс-Барутского Ганса, имела с ним трех детей.

## Титулы
- 25 января 1860 – 19 марта 1885: Её Светлость Принцесса Каролина Матильда Шлезвиг-Гольштейн-Зондербург-Августенбургская
- 19 марта 1885 – 27 ноября 1885: Её Светлость Наследная Принцесса Шлезвиг-Гольштейн-Зондербург-Глюксбургская
- 27 ноября 1885 – 27 апреля  1931: Её Светлость Герцогиня Шлезвиг-Гольштейн-Зондербург-Глюксбургская
- 27 апреля  1931 – 20 февраля 1932: Её Светлость Герцогиня Шлезвиг-Гольштейнская